# Президент Масарик (речной монитор)
«Президент Масарик» (чеш. President Masaryk) — речной монитор Дунайской флотилии Первой Чехословацкой республики, состоявший на вооружении с 1932 по 1939 годы. Это был флагман и крупнейший боевой корабль Чехословакии при наличии четырёх 66-мм орудий. Корабль был захвачен немцами и под названием «Бехеларен» нёс службу в Дунайской флотилии Третьего рейха. После войны возвращён Чехословакии и разобран в 1978 году.

## Строительство и служба в Чехословакии
В 1920-е годы речной флот Чехословакии состоял из бывших судов ВМС Австро-Венгрии. Планировалось построить два крупных патрульных корабля для речной флотилии, однако был реализован всего один проект — «Президент Масарик». Проект монитора был основан на австрийском мониторе «Вельс» (нем. SMS Wels).
Строительство судна велось на верфи компании Škoda Works в Комарно. Корпус корабля был разделён на 15 водонепроницаемых отсеков. Чехословацкие компании производили разные детали корабля: стальные пластины производства Poldi Kladno, двигатели производства Škoda (заводы в Пльзене), также поставлялись винты производства немецкой компании Zeis из Гамбурга. На корабле были установлены котлы Ярроу.
Судно было заложено в августе 1929 года, спущено в 1930 или 1931 году. На испытаниях выяснилось, что корабль не отвечал специфическим требованиям, поэтому его отправили на доработку. В процессе модификации вместо односекционных двигателей были установлены двухсекционные двигатели. По завершении модификации и проведении ходовых испытаний максимальная скорость монитора выросла с 13,8 узлов до 16,7 узлов. С 1932 года монитор под именем «Президент Масарик» (чеш. President Masaryk), названный в честь первого чехословацкого президента, был на вооружении Дунайской флотилии Чехословакии и патрулировал Дунай, выходя с базы в Братиславе. Этот корабль был единственным чехословацким судном, сравнимым в 1930-е годы по силе с флагманами речных флотилий стран, через которые протекал Дунай (Югославия, Румыния и Венгрия).

## Служба в Германии
В 1939 году после аннексии Чехословакии корабль оказался в руках немцев. До 1941 года он базировался в Линце и продолжал патрулировать Дунай, а в 1941 году был отправлен на территорию оккупированной немцами Сербии. В 1943 году корабль вернулся в Линц и прошёл модернизацию: корпус удлинили на 30 см, изменили форму кормы, установили вместо паровых котлов дизельные двигатели для подлодок производства компании MAN (мощностью каждого двигателя 1800 л.с.). Вместо основных дымовых труб были установлены малые дымовые трубы по бортам корабля, вместо одиночного руля поставили два руля. Освободившееся после замены силовой установки пространство немцы заняли счетверённой 20-мм зенитной установкой, отдельная 20-мм пушка на корме была заменена 37-мм орудием, пулемёт на носу корабля был снят.
В 1944 году судно, переименованное в «Бехеларен» (нем. Bechelaren), отправилось на Нижний Дунай. В ночь с 5 на 6 апреля 1944 года советские бомбардировщики сбросили бомбы на конвой, который сопровождался «Бехелареном»: монитор получил повреждения и вынужден был встать на ремонт. Он ушёл в Вышеград, а затем в Линц: там сняли четыре 66-мм корабельные орудия, поскольку для них не производились снаряды, и заменили их двумя 88-мм корабельными орудиями SK C/35 с лёгкими орудийными щитами. Позже «Бехеларен» продолжил службу на территории Югославии и Венгрии. В 1944 году у австрийского Мелька монитор во время Балатонской операции потопил две советские канонерки.

## После войны
11 мая 1945 года экипаж «Бехеларена» сдался частям Армии США в Линце. В 1947 году корабль без оружия вернули Чехословакии, и чехословаки отправили его на ремонт. В 1951 году корабль был отремонтирован, но в военных целях уже не использовался. В 1955 году его передали для гражданского пользования: судно служило плавучим складом судостроительной верфи Комарно. В 1978 году корабль был пущен на слом.